# Денні Джейкобз
Денні Джейкобз (англ. Danny Jacobs; 7 липня 1968 року, Детройт, Мічиган) — американський актор озвучування, набагато менш відомий як актор театру, кіно і телебачення, співак і комік. Найбільш запам'ятався глядачеві озвучуванням короля Джуліана у франшизі «Мадагаскар».

## Життєпис
Деніел Чарльз Джейкобс-молодший народився 7 липня 1968 року в Детройті (штат Мічиган, США). Його батька звали Денні Джейкобс-старший, він помер у 2011 році; майбутній актор був шостим з семи дітей в сім'ї. Деніел закінчив католицьку старшу школу. Після цього він два роки провчився в бізнес-школі при Університеті Вейна. У 1988 році Деніел перевівся в Аризонський університет, який закінчив за спеціальністю «музичний театр».
Після закінчення навчання Джейкобс гастролював країною, граючи в невеликих театрах; кілька разів брав участь в озвучуванні рекламних роликів для таких великих корпорацій як Blockbuster LLC, Anheuser-Busch brands, Ally Financial, KFC. З 1999 року Джейкобс почав зніматися для кіно і телебачення: протягом цього року він з'явився «вживу» в двох кінофільмах, одному телефільмі, а також взяв участь в озвучуванні п'яти епізодів мультсеріалу «Футурама». Однак після цього дебюту пішла пауза в сім років, і лише з 2006 року Джейкобс регулярно озвучує мультфільми, мультсеріали і комп'ютерні ігри, рідше знімається в кіно-і телефільмах, телесеріалах.
У 2003 році Джейкобс провів турне країною під назвою «Потрійне еспресо: Сильно-кофеїнова комедія». З 2008 року актор озвучує короля Джуліана у франшизі «Мадагаскар», замінивши на цій посаді відомого актора Сашу Барона Коена.